# 統一マケドニア

各年代別のマケドニアの領域

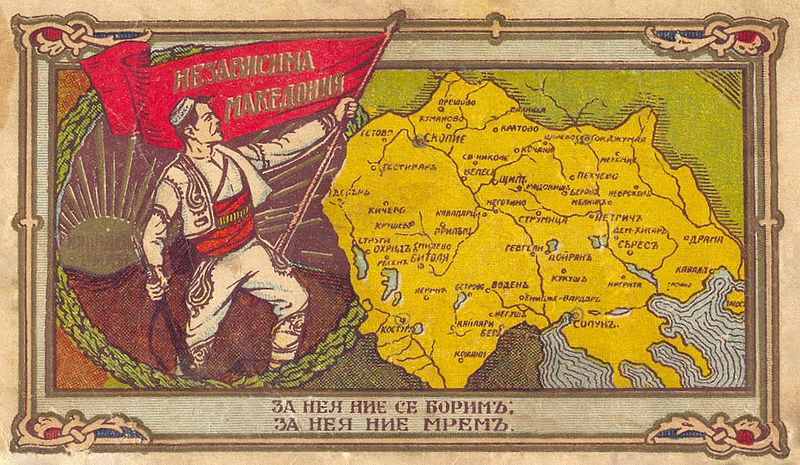
マケドニアの拡大主義者によって示されたマケドニア地域を表す地図。マケドニア民族主義者が現在の北マケドニア（地図のVARDARの部分）の外に主張している領土では、実際にスラヴ系マケドニア人は、少数しか居住していない。

統一マケドニア（とういつマケドニア、マケドニア語: Обединета Македонија、ラテン文字転写:Obedineta Makedonija）とは、1900年代初頭から唱えられた、スラヴ系マケドニア人のマケドニア民族主義者によるマケドニア全域の統一を目標とする民族統一主義の概念であり、
1. 本来マケドニア全域がスラヴ系マケドニア人の故郷であり、1913年の第二次バルカン戦争のブカレスト講和条約（マケドニア語版、ギリシア語版、ブルガリア語版、セルビア語版）で、セルビア王国、ギリシャ王国、ブルガリア王国により、不当に分割された。
2. マケドニア全域を統一国家とし、テッサロニキ（マケドニア語で「ソルン、Солун」）を首都とする[1]。

等と主張されている。
北マケドニア政府は、周辺国への領土主張を撤回し、統一マケドニア主義者への支援も行っていない。

## 概要

### 領域
以下の呼称は、スラヴ・南スラヴ系マケドニア人（マケドニア語）によって好んで用いられ、ギリシャ人やブルガリア人から見ると攻撃的で不快な呼称と受け止められることもある。
ヴァルダル・マケドニア
現在の北マケドニア
エーゲ・マケドニア
現在のギリシャ領内のマケドニア地方
ピリン・マケドニア
現在のブラゴエヴグラト州
マラ・プレスパおよびゴロ・ブルド
現在のアルバニア共和国南東部、コルチャ県、ポグラデツ県、デヴォル県に相当する地域。
エーゲ・マケドニアに含められることもある。
ゴーラ
現在のコソボ領～アルバニア領（ゴーラ人）
ヴァルダル・マケドニアに含められることもある。
プロホル・プチニスキ
現在のセルビア領
ヴァルダル・マケドニアに含められることもある。

### 人口
この概念は、マケドニア地域は、その住民の大多数が抑圧されたスラヴ系マケドニア人であり、「未解放の」マケドニアの一部であるとする主張を基底とし、彼らの主張では、各国の公式な人口統計では、民族的マケドニア人（スラヴ系）が実際よりも少なく数えられているとしている。
アルバニア
公式の民族的マケドニア人（スラヴ系）の人口は、5千人とされている。
マケドニア民族主義者は、12万-35万程度と主張している。
ブルガリア
公式の民族的マケドニア人（スラヴ系）の人口は、5,071人とされている。
マケドニア民族主義者は、20万人と主張している。
ギリシャ
自らをギリシャ人、ブルガリア人、或いは、マケドニア人と規定する、多様な自己規定をもったスラヴ系少数民族が10万-20万人（ギリシャ・ヘルシンキ委員会による）暮らしており、その内、1万-3万人が自らを民族的マケドニア人（スラヴ系）であると規定している。
マケドニア民族主義者は、80万人と主張している。

## 歴史

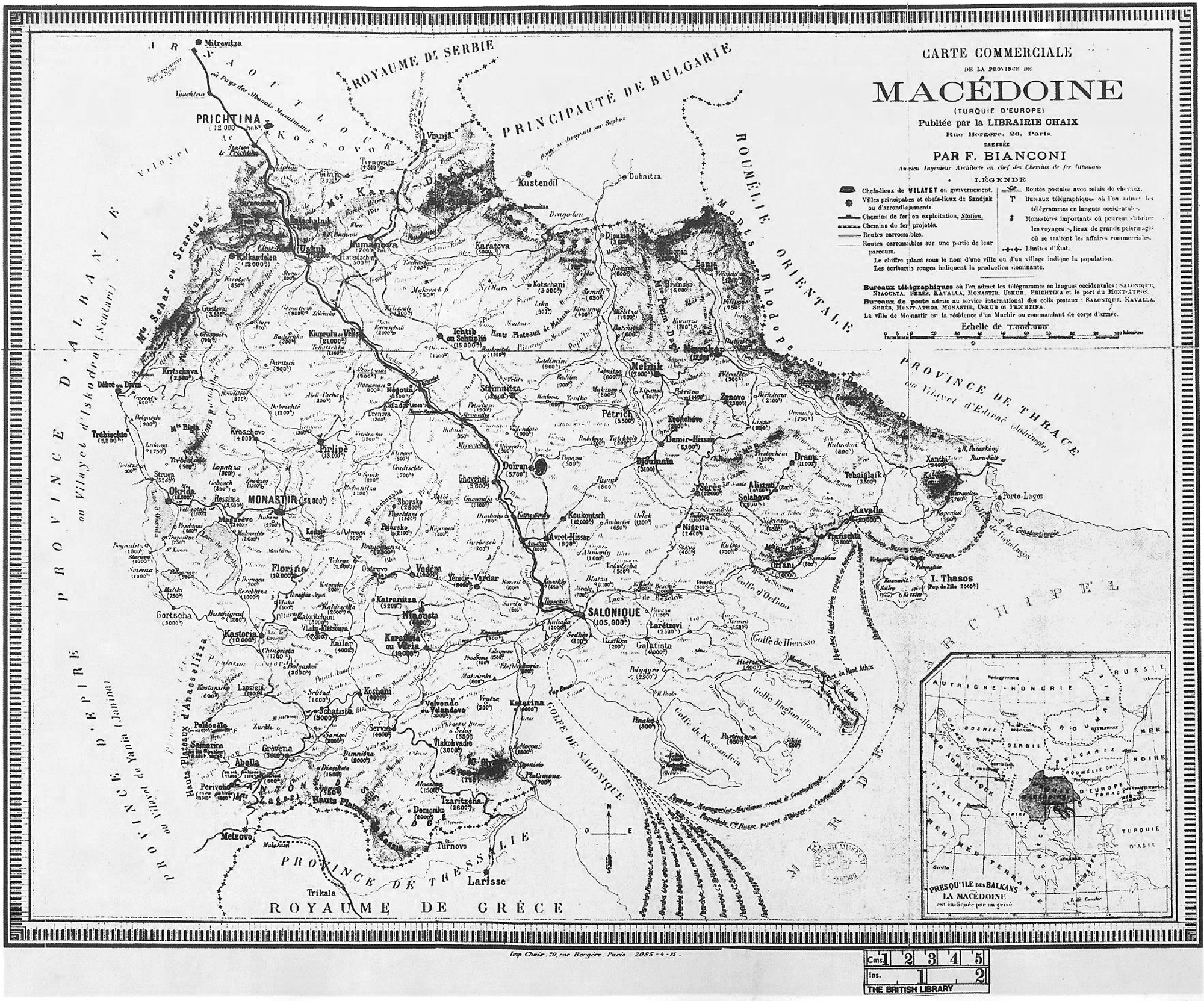
F. ビアンコーニによって1885年に作成されたマケドニア全域の地理図

### 20世紀前半
この概念の起源は1910年にさかのぼる。第一次バルカン共産主義連邦構想の主要な綱領のひとつに、マケドニア問題の解決が挙げられており、ゲオルギ・ディミトロフ（Georgi Dimitrov）は1915年、3ヶ国によって分割されたマケドニアを再統一し、バルカン民主主義連邦の枠組みの中で対等の権利を有するマケドニアを作ると書きあらわしている。
統一マケドニアの概念は内部マケドニア革命組織の革命家たちによっても用いられた。1920年から1934年までの内部マケドニア革命組織の指導者であるトドル・アレクサンドロフ（Todor Alexandrov）、アレクサンダル・プロトゲロフ（Alexandar Protogerov）、イヴァン・ミハイロフ（Ivan Mihailov）らはこの概念を、ギリシャおよびセルビアによる占領からの解放とマケドニア全土の統一による全てのマケドニア人民（ブルガリア人、セルビア人、ギリシャ人、アルバニア人など）のための統一マケドニアの建設のためのプロセスであるとしていた。
マケドニア全土を共産主義のもとに統一するという考え方は、1948年にギリシャ共産党がギリシャ内戦に敗北したことや、ティトー率いるユーゴスラビアが独自路線をとり、ソビエト連邦およびブルガリアと断交したことによって実現不可能となった。

### マケドニア独立後
マケドニア共和国がユーゴスラビアから独立する前後に、ギリシャでは、この統一マケドニア主義がマケドニア政府によって公的に支援されていると疑われた。1991年11月17日に採択された新生マケドニア共和国の最初の憲法では、第47条に次のように記されていた:
1. 1. 共和国は、周辺諸国に住みマケドニア人に属する人々、ならびにマケドニア人の国外追放者の地位と権利に関心を持ち、これらの人々の文化の発展を支援し共和国との結びつきを促進する。この目的の実行に際して共和国は他国の主権を侵害せず内政問題に干渉しない。
2. 2. 共和国は、共和国国民の国外における文化的、経済的、社会的権利に関心を持つ。

ギリシャにおいてこれはギリシャの内政問題への干渉の口実の規定とみなされた。
1995年9月13日、マケドニア共和国は、領土問題などを理由としたギリシャによるマケドニアに対する経済封鎖を終結させるため、ギリシャとの間で暫定合意に達した。合意の規定では、マケドニア旧ユーゴスラビア共和国は周辺諸国に対する全ての領土要求を撤回し、それによって統一マケドニア主義はいかなる公的な支援も受けることができなくなった。しかしこの概念そのものは広く知られ、マケドニア人民族主義者によって擁護されている。
しかしながら、統一マケドニアの概念はその後もマケドニア共和国の公式文書のなかに見られ 学校において教科書やその他の政府の公式刊行物によって教えられている。